# Dã (antiga cidade)
Dã (em hebraico:  דן) é uma cidade citada na Bíblia Hebraica, descrita como a cidade mais ao norte do Reino de Israel

## Identificação
O oficial naval americano William F. Lynch identificou Tell el Kadi como o lugar da antiga Dã em 1849.

## História e arqueologia
Segundo  as escavações arqueológicas no local, a cidade foi originalmente ocupada no fim do período Neolítico (cerca de 4500 a.C), embora em algum momento do quarto milênio a.C tenha sido abandonada por quase 1.000 anos.